# 고부면
고부면(古阜面)은 대한민국 전북특별자치도 정읍시의 면이다. 면적은 40.02km2이고, 인구는 2024년 6월 30일을 기준으로 2,632명이다.  
고부는 마한시대 고비리국, 백제때는 고사부리군이었는데 백제가 망하고 잠시 고사주라 했다가 경덕왕16년(757년) 고을 이름을 고부로 바꾸었다. 고려 태조19년(918년) 영주라 하고 관찰사를 두었다가 광종 2년(951년)에는 안남도호부로 바꾸었다가 현종 10년(1019년) 다시 고부군으로 하였다. 조선시대 영조 41년(1765년) 치소 고을터만 현 고부초등학교 자리로 옮겨 지내다가 1894년 조병갑 군수의 비정으로 고부농민 봉기의 효시가 되었으며 한일합방 후, 동학혁명의 발상지로 민심집결이 두려워 왜정은 의도적으로 3개군에 분산흡수시키고 군을 면으로 축소 개편하였다. 동학농민혁명의 발원지로서 성지와 불적 등 다수의 문화재가 산재하고 있는 유서깊은 고을이며 고부농공단지가 위치하여 지역경제의 원동력이 잠재된 지역이다. 
곰소만(또는 줄포만)에서 백운리간 거리는 불과 가장 가까운 거리가 약 4여㎞정도로, 이에 정읍시는 동해안의 함경남도 고원군과 일본 홋카이도 삿포로시처럼 바다를 접하지 않은 시군단위 지역 중에서는 최단거리로 바다와 가장 가깝다. 

## 연혁
- 마한시대 고비리국
- 백제시대 고사부리군(오방성중의 하나인 중방고사성)
- 통일신라시대 고부
- 고려시대 영주관찰사 -> 안남도호부 -> 고부군
- 조선시대 고부군
- 일제시대(1914.3.1) 정읍군 고부면
- 1995. 1. 1. 정읍시 고부면

## 문화재 및 관광자원
- 정읍 고사부리성 - 사적 제 494호
- 정읍 고부향교 - 전북특별자치고 문화재자료 제74호
- 정읍 유선사 - 전통사찰 54호
- 정읍 장문리 오층석탑 - 전북특별자치도 유형문화재 제 13호
- 정읍 남복리 오층석탑 - 전북특별자치도 유형문화재 제 95호
- 정읍 용흥리 해정사지 석탑 - 전북특별자치도 유형문화재 제 96호
- 정읍 용흥리 석불입상 - 전북특별자치도 유형문화재 제 97호
- 정읍 남복리 미륵암 석불 - 전북특별자치도 유형문화재 제 99호
- 정읍 군자정 - 전북특별자치도 유형문화재 제 133호
- 정읍 두승산성 - 전북특별자치도 기념물 제 54호
- 정읍 고부관아터 - 전북특별자치도 기념물 제 122호

## 행정 구역
| 법정리명       | 마을유래 | 자연마을 | 비고 |
| -------------- | --- | --- | ---- |
| 장문리(長文里) | 본래 고부군(古阜郡) 동부면(東部面) 구역인데, 행정구역 개편 때에, 청룡리(靑龍里), 음지리(陰地里), 등전리(嶝田里), 양지리(陽地里), 월천리(月川里), 장문리(長文里), 허문리(許門里)와 남부면(南部面) 남복리(南輻里) 각 일부를 병합하여 중심 마을 이름을 따서 장문리라 하고, 정읍군 영원면(永元面)에 편입시켰다가 뒤에 다시 고부면에 편입하였다. | 1) 장문(長文) 마을 2) 양지(陽池) 마을 3) 음지(陰池) 마을                                                          |      |
| 고부리(古阜里) | 본래 고부군 남부면(南部面) 구역인데, 1914년 행정구역 개편 때에, 상평리(上坪里), 하평리(下坪里), 남산리(南山里), 외남리(外南里)와 동부면(東部面) 허문리(許門里)의 각 일부를 병합하여, 원래 고부군 치소(治所)가 있던 곳이기에, 고부라 하고 고부면에 편입 되었다. 고부의 내력을 보면, 마한(馬韓)시대에 고비리국(古卑離國)으로 추정되는 지역이고, 백제(百濟)때에는 중방고사성(中方古沙城)이 있던 곳으로, 그때는 고사부리군(古沙夫里郡)으로 그 고을 터가 지금 영원면 은선리(隱仙里)이다. 삼국(三國)이 통일된 신라 경덕왕(景德王)16년에야 고부(古阜)라 부르게 되었다. 고려(高麗)시대에는 태조(太祖) 19년에 고을을 영주(瀛州)로 부르고 관찰사(觀察使)를 두었고, 그 고을 터는 지금의 입석리(立石里)였으며, 그 뒤 951년인 광종(光宗) 2년에는 안남(安南)이라고 이름을 바꾸었으며 안남도호부(安南都護府)를 두었다. 1019년인 현종(顯宗) 10년에 고부군(古阜郡)의 치소(治所)를 지금의 고부리인 성황산(城隍山)으로 옮겼다. 조선(朝鮮)시대에는 1765년인 영조(英祖)41년에 고을 터를, 다시 고부리(古阜里)인 고부초등학교 자리로 옮기게 되었다. | 1) 고부(古阜) 마을 2) 교동(校洞) 마을 3) 남산(南山) 마을                                                          |      |
| 남복리(南福里) | 본래 고부군 남부면(南部面) 구역인데 영광리(永光里), 남정리(南丁里), 허문리(許門里), 남복리(南福里)각 일부를 합병하여 이곳 중심마을 이름을 따 남복리라 하고 정읍군 고부면에 편입하였다. | 1) 남복(南福) 마을 2) 남영(南靈) 마을                                                                             |      |
| 입석리(立石里) | 본래 고부군 남부면(南部面)구역인데 1914년 행정구역 개편 때에 신장리(新場里), 성촌(星村), 입석리(立石里), 진장리(鎭將里), 만화리(萬化里)의 각 일부를 병합하여 중심 마을 이름을 따서 입석리라 하고 정읍군 고부면에 편입되었다. | 1) 입석(立石) 마을 2) 예천(禮川) 마을 3) 성촌(星村) 마을                                                          |      |
| 만수리(萬壽里) | 본래 고부군 소정면(所井面)구역인데, 1914년 행정구역 개편 때, 상만리(上萬里), 하만리(下萬里), 주안리(舟安里), 서당리(書堂里)의 일부를 병합하여, 상하만수동(上下萬壽洞)의 이름을 따, 정읍군 소성면에 편입 되었다가 뒤에 고부면으로 다시 편입하였다. | 1) 상만(上萬) 마을 2) 하만(下萬) 마을 3) 서당(書堂) 마을                                                          |      |
| 덕안리(德安里) | 본래 고부군 남부면(南部面)구역인데, 행정구역 개편 때, 덕안리(德安里), 안영리(安永里), 진선리(鎭仙里), 육선리(六仙里), 회동(會洞), 진장리(鎭將里), 입석리(立石里) 각 일부를 병합하여, 중심 마을의 이름을 따서, 덕안리라 하고 정읍군 고부면에 편입 하였다. | 1) 진선(鎭仙) 마을 2) 덕안(德安) 마을 3) 안영(安寧) 마을                                                          |      |
| 신중리(新中里) | 본래 고부군 서부면(西部面)지역인데, 1914년 행정구역 개편 때, 죽교리(竹橋里), 주산리(舟山里), 강고리(江古里)와 남부면(南部面), 구중리(九中里) 각 일부를 병합하여 중심마을 이름을 따서 신중리라 하고, 정읍군 고부면에 편입 시켰다. | 1) 구중(舊中) 마을 2) 신중(新中) 마을 3) 주산(舟山) 마을                                                          |      |
| 만화리(萬化里) | 본래 고부군 서부면(西部面)구역인데 1914년 행정구역 개편 때, 토정리(土井里), 분토리(分土里), 신화리(新化里), 만화리(萬化里), 신중리(新中里)와 서부면(西部面) 신고리(新古里)각 일부를 병합하여 중심마을 이름을 따서, 만화리라 하고 정읍군 고부면에 편입 하였다. | 1) 만화(萬化) 마을 2) 신정(新井) 마을                                                                             |      |
| 용흥리(龍興里) | 본래 고부군 남부면(南部面)구역인데, 1914년 행정구역 개편 때에, 해항리(亥項里), 학항리(鶴項里), 탑동(塔洞), 신용리(新龍里), 앵등리(鶯嶝里), 남흥리(南興里), 운흥리(雲興里)와 동부면(東部面) 발입리(發立里)일부를 병합하여 신용과 남흥을 약칭하여 용흥리라하고, 정읍군 고부면에 편입하였다. | 1) 해정(亥頂) 마을 2) 학정(鶴頂) 마을 3) 용흥(龍興) 마을 4) 신용1(新龍 1) 마을 5) 신용2 (新龍 2) 마을             |      |
| 관청리(官淸里) | 본래 고부군 남부면(南部面) 구역인데, 1914년 행정구역 개편 때에, 관청이(官淸里), 작산리(鵲山里), 기동(基洞), 신기리(新基里), 송정리(松亭里)일부와 서부면(西部面) 청용리(靑龍里), 송정리(松亭里), 구고리(舊古里)를 병합하여, 중심마을 이름을 따서 관청리라 하고, 정읍군 고부면에 편입 하였다. | 1) 청용(靑龍) 마을 2) 칠정(七井) 마을 3) 앵곡(鶯谷) 마을 4) 송곡(松谷) 마을 5) 관청(官淸) 마을 6) 작산(鵲山) 마을 |      |
| 신흥리(新興里) | 본래 고부군 서부면(西部面)구역인데. 1914년 행정구역 개편 때에, 용회리(龍回里), 파산리(琶山里), 도산리(道山里), 홍원리(洪元里)와 남부면(南部面) 소정리(소停里), 서흥리(西興里)와 부안군 입상면(立上面) 영수리(榮水里)및 건선리(乾先里), 율지리(栗池里)각 일부를 병합하여, 고부 관청히 서쪽에 새로 일어난 마을이어서 신흥이라 하고, 고부면에 편입하였다. | 1) 신흥(新興) 마을 2) 홍원(洪元) 마을 3) 용회(龍回) 마을                                                          |      |
| 강고리(江古里) | 본래 고부군 서부면(西部面)구역인데, 1914년 행정구역 개편 때에, 용등리(龍登里), 강고리(江古里), 종암리(種岩里), 마정리(馬頂里)와 남부면(南部面) 신중리(新中里)의 각 일부를 병합하여, 중심마을의 이름을 따서 강고리라 하고 정읍군 고부면에 편입 하였다. | 1) 용등(龍登) 마을 2) 마정(馬頂) 마을 3)강고(江古) 마을 4) 종암(鐘岩) 마을                                        |      |
| 백운리(白雲里) | 본래 고부면 서부면(서부면) 구역인데, 개편 때 백운리(白雲里), 구용리(九龍里), 용수리(龍水里), 반용리(盤龍里), 노승리(老僧里), 용출리(龍出里), 초하리(草下里), 서용리(西龍里), 화산리(化山里), 중리(中里)와 성포면(聲浦面) 금동리(琴洞里) 및 흥덕군(興德郡) 일동면(一東面) 양래리(良來里) 각 일부를 병합하여, 중심마을 이름을 따서 백운리라 하고, 정읍군 고부면에 편입하였다. | 1)용수(龍水) 마을 2) 백운(白雲) 마을 3)운용(雲龍) 마을 4)죽리(竹里) 마을 5) 반용(盤龍) 마을                       |      |